# Fausto Cleva
Fausto Cleva (* 17. Mai 1902 in Triest; † 6. August 1971 in Athen) war ein  US-amerikanischer Dirigent italienischer Herkunft.

## Leben
Cleva begann seine musikalische Ausbildung im Konservatorium seiner Heimatstadt und setzte sie in Mailand fort. 1920 debütierte er als Operndirigent am Teatro Carcano in Mailand mit einer Aufführung von La traviata. Im gleichen Jahr ging er nach New York an die Metropolitan Opera, wo er bis 1925 und von 1938 bis 1940 als Assistenzdirigent, zudem von 1935 bis 1938 und von 1941 bis 1941 als Chordirigent wirkte. Daneben war er von 1934 bis 1963 musikalischer Direktor der Cincinnati Summer Opera.
1942 leitete er an der Metropolitan Opera die Aufführung von Rossinis Il barbiere di Siviglia. Im gleichen Jahr dirigierte er an der San Francisco Opera, der er bis Anfang der 1950er Jahre verbunden blieb, eine Aufführung von La traviata mit Bidú Sayão. Außerdem war er von 1942 bis 1946 Dirigent an der Chicago Opera. 1951 kehrte er als Dirigent an die Metropolitan Opera zurück und eröffnete die Saison 1951–1952 mit einer Aufführung der Aida mit Zinka Milanov, Mario del Monaco und George London. In mehr als 670 Aufführungen widmete er sich an der Met vorwiegend dem italienischen und französischen Opernrepertoire.
Auch international war Cleva erfolgreich. Unter anderem dirigierte er in Havanna 1947 La Bohème mit Hjördis Schymberg als Mimi und 1959 beim Edinburgh Festival den Rigoletto mit dem Ensemble der Königlich Schwedischen Oper. Zudem hinterließ er eine Reihe bedeutender Plattenaufnahmen, darunter Ruggero Leoncavallos Pagliacci mit Richard Tucker und Giuseppe Valdengo, Alfredo Catalanis La Wally mit Renata Tebaldi und Mario Del Monaco; Giacomo Puccinis Tosca mit Maria Callas, Franco Corelli und Tito Gobbi und Verdis Luisa Miller mit Anna Moffo und Carlo Bergonzi. Er starb 1971 während einer Open-Air-Aufführung von Christoph Willibald Glucks Orfeo ed Euridice in Athen.